# 再生元製藥
再生元製藥（英語：Regeneron Pharmaceuticals, Inc.） 是一家美国制药公司。

## 历史
成立于1988年。最初主要研究神经营养因子及其再生能力，后来也开始研究细胞因子等其他领域。

## 产品
其正在开发的商业化药物和候选产品旨在帮助患有眼疾、过敏性和炎症性疾病、癌症、心血管和代谢性疾病、疼痛、传染病和罕见疾病的患者。产品包括眼科药物阿柏西普、预防痛风急性发作的rilonacept。它和赛诺菲合作开发有降脂药阿利西尤單抗、治疗哮喘及異位性皮膚炎的dupixent/dupilumab、抗炎药sarilumab以及治疗晚期皮肤鳞状细胞癌的cemiplimab。

## 外部连接
- 官方网站
- - Regeneron的商業數據：Google Finance
  - Yahoo! Finance
  - Reuters
  -  SEC filings
- Success Long in Coming for Eylea, a Vision Treatment （页面存档备份，存于）